# Простая функция
Проста́я фу́нкция — измеримая функция, принимающая конечное число значений.

## Определение
Функция {\displaystyle f} определённая на измеримом пространстве {\displaystyle (X,{\mathcal {F}})} называется простой, если существует разбиение {\displaystyle X} на конечное число не пересекающихся измеримых множеств {\displaystyle A_{1},\dots ,A_{n}} и набор чисел {\displaystyle a_{1},\dots ,a_{n}} (обычно вещественных или комплексных) таких что {\displaystyle f(x)=a_{i}} для любого {\displaystyle x\in A_{i}}.

## Замечания
- Если {\displaystyle (X,{\mathcal {F}})\equiv (\Omega ,{\mathcal {F}})} — вероятностное пространство, то простая функция называется просто́й случа́йной величино́й.
- Если {\displaystyle (X,{\mathcal {F}},\mu )} — пространство с мерой, {\displaystyle f:X\to \mathbb {R} } простая, причём

{\displaystyle f(x)=\sum _{i=1}^{n}a_{i}{\mathbf {1} }_{A_{i}}(x),x\in X} и {\displaystyle \mu (A_{i})<\infty ,\forall i=1,\ldots ,n},
то {\displaystyle f} интегрируема по Лебегу, и
{\displaystyle \int \limits _{X}f\,d\mu =\sum \limits _{i=1}^{n}a_{i}\,\mu (A_{i})}.

## Пример
Пусть {\displaystyle (X,{\mathcal {F}},\mu )=(\mathbb {R} ,{\mathcal {B}}(\mathbb {R} ),m)}, где {\displaystyle {\mathcal {B}}(\mathbb {R} )} — борелевская сигма-алгебра на {\displaystyle \mathbb {R} }, а {\displaystyle m} — мера Лебега. Тогда функция
{\displaystyle f(x)=\left\{{\begin{matrix}1,&0<x<2\\0,&x=0\\-1,&-2<x<0\end{matrix}}\right.,x\in \mathbb {R} }
простая, ибо измерима и принимает три разных значения.